# Royal College of Art
Il Royal College of Art (RCA) è un'università di Londra. Il College si trova a South Kensington, White City e Battersea, e include il Darwin Building a Kensington Gore e lo Stevens Building in Jay Mews.

## Storia
Il college fu fondato nel 1837 come Government School of Design, che poi divenne National Art Training School nel 1853, con la Female School of Art in edifici separati, e nel 1896 fu ribattezzata The Royal College of Art. Era spesso chiamata in maniera informale South Kensington Schools' nel XIX secolo. La scuola ricevette il Royal Charter nel 1967, dandole lo status di università indipendente con la facoltà di concedere diplomi propri.